# Rollingergrund / Belair-Nord
Rollingergrund / Belair-Nord (en luxembourgeois : Rollengergronn/Belair-Nord) est l'un des vingt-quatre quartiers de Luxembourg.

## Géographie
Le quartier Rollingergrund / Belair-Nord a une surface de 633,87 ha et est situé à la frontière nord-ouest de la capitale. Il confine à l'est à Mühlenbach, Limpertsberg et Ville-Haute, et au sud à Belair. Il s'étend depuis le nord-ouest de la Ville-Haute jusqu'à l'extrême Nord-Ouest de la ville, et une grande partie de son territoire est occupée par la forêt de Bambësch, plus grand massif forestier de la ville dont elle représente 13% de la superficie,. Il intègre en grande partie l'ancienne commune de Rollingergrund.

## Histoire
Rollingergrund doit son développement à la faïencerie fondée en 1767 par les frères Boch, qui a produit sur place sous le nom Villeroy & Boch jusqu'en 2010.
L'image du quartier est marquée par le château de Septfontaines et les halls de production avoisinants. Les sept fontaines présentes au centre de la localité ont été pendant des décennies la source de revenus de nombreuses blanchisseuses vivant dans le quartier. Initialement une partie de la commune d'Eich, Rollingergrund  est devenu une commune indépendante par la loi du 8. Mai 1849. La création d'une propre paroisse de Septfontaines avait précédé en 1843. Depuis 1920 Rollingergrund est un quartier de la Ville de Luxembourg.

## Personnalités
- Joseph Philippe (1877-1956), évêque de Luxembourg